# Afonso Ferraz
Afonso Ferraz, född 26 augusti 1964, är en angolansk friidrottare. Han deltog vid olympiska sommarspelen 1992.